# Département Aveyron
Aveyron [avɛˈʀõ] ist das französische Département mit der Ordnungsnummer 12. Es liegt in der Region Okzitanien im Süden des Landes und wurde nach dem Fluss Aveyron benannt, einem Nebenfluss des Tarn.

## Geographie
Das Département Aveyron ist eins der größten und abwechslungsreichsten Départements Frankreichs. Es liegt im südwestlichen Zentralmassiv und  grenzt an die Départements Tarn, Tarn-et-Garonne, Lot, Hérault, Gard, Lozère und Cantal. Wichtigste Flüsse sind der Tarn und der Aveyron.

## Wappen
Beschreibung: In Rot goldener hersehender Löwe.

## Geschichte
Das Département Aveyron wurde 1790 gegründet. Sein Territorium ist fast identisch mit dem der Provinz Rouergue des Ancien Régime. Im Jahr 1808 musste es kleine Gebietsteile an das neu geschaffene Département Tarn-et-Garonne abgeben.
Es gehörte von 1960 bis 2015 der Region Midi-Pyrénées an, die 2016 in der Region Okzitanien aufging.

## Städte
- Millau, 22.205 Einwohner
- Rodez, 23.741 Einwohner

## Verwaltungsgliederung
| Arrondissement           | Kantone | Gemeinden | Einwohner 1. Januar 2022 | Fläche km² | Dichte Einw./km² | Code INSEE |
| ------------------------ | ------- | --------- | ------------------------ | ---------- | ---------------- | ---------- |
| Millau                   | 9       | 110       | 79.679                   | 3.741,72   | 21               | 121        |
| Rodez                    | 11      | 79        | 112.791                  | 2.869,74   | 39               | 122        |
| Villefranche-de-Rouergue | 8       | 96        | 87.266                   | 2.123,66   | 41               | 123        |
| Département Aveyron      | 23      | 285       | 279.736                  | 8.735,12   | 32               | 12         |

Siehe auch:

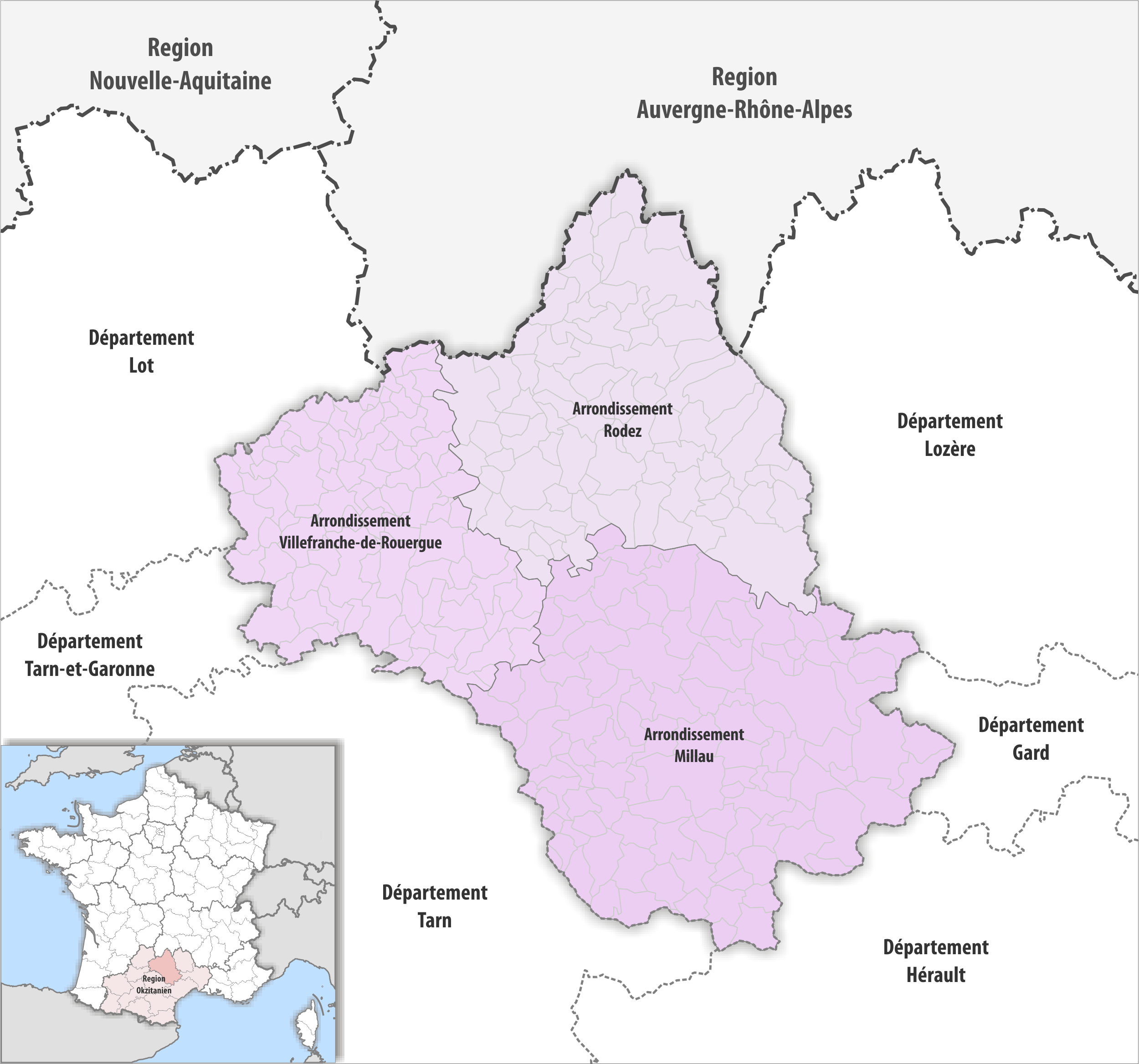
Gemeinden und Arrondissemente im Département Aveyron

- Liste der Gemeinden im Département Aveyron
- Liste der Kantone im Département Aveyron
- Liste der Gemeindeverbände im Département Aveyron

## Sehenswürdigkeiten
Das Département hat 485 erhaltene Dolmen und 90 Menhiren (insbesondere Statuenmenhire).
- Abtei Ste-Foy in Conques
- Abtei von Sylvanès
- Chaos de Montpellier-le-Vieux
- Gorges du Tarn

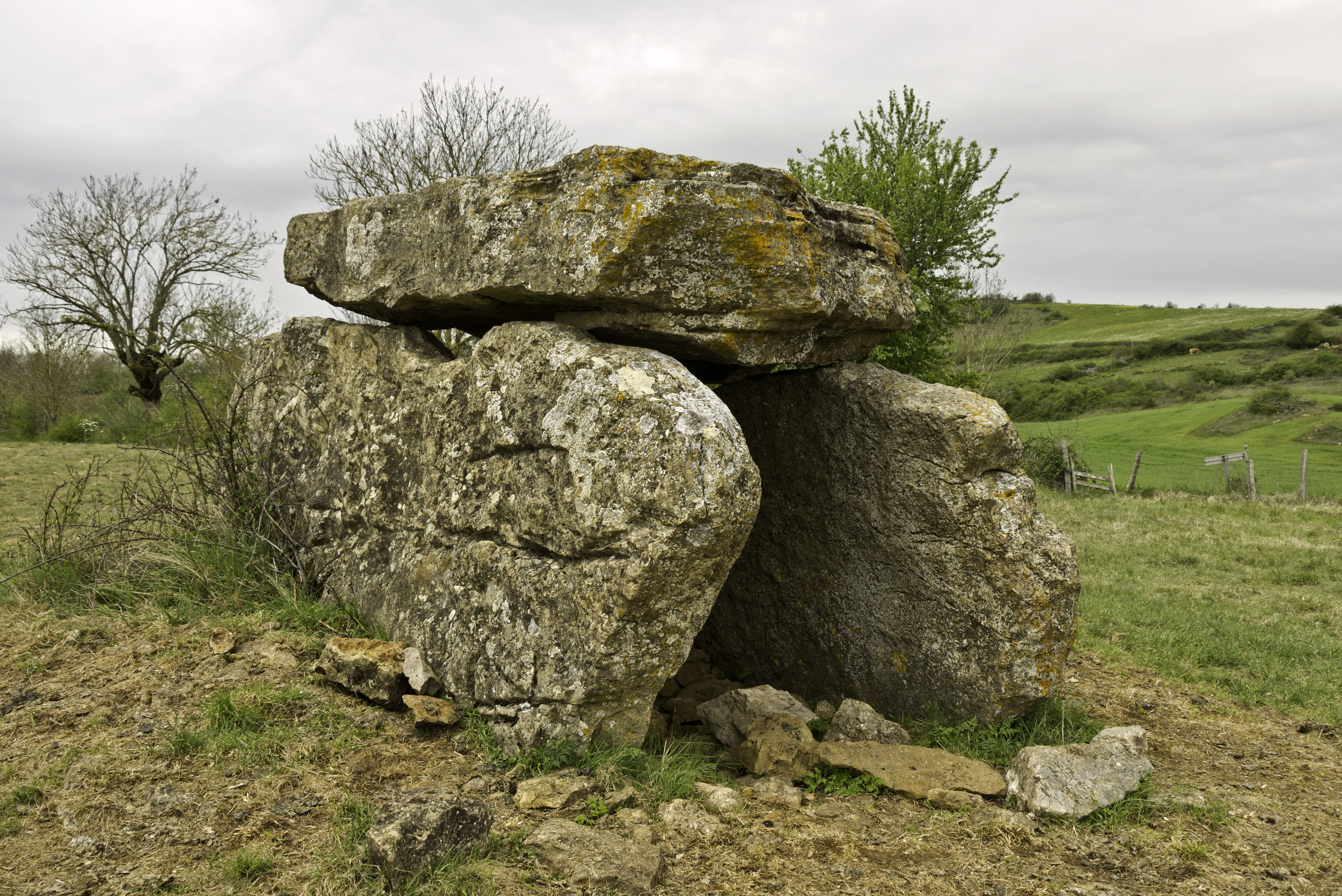
Dolmen von Galitorte

- Käsekeller von Roquefort-sur-Soulzon
- Lacs du Lévézou
- Micropolis, la cité des insectes
- Trou de Bozouls
- Viaduc de Millau, die höchste Schrägseilbrücke der Welt
- Sainte-Foy, romanische Klosterkirche mit Kirchenfenstern von Pierre Soulages

## Spezialitäten
- Aligot (Kartoffelpüree)
- Gâteau à la broche (Spießkuchen)
- Likör Gentiane
- Roquefort (Käse)

## Berühmte Einwohner
- Émile Borel, Mathematiker (1871–1956)
- Emma Calvé, Sopranistin (1858–1942)
- François d’Estaing, Bischof von Rodez (1460–1529)
- François Fabié, Dichter (1846–1928)
- Jean-Henri Fabre, Schriftsteller und Insektenforscher (1823–1915)
- Eugène Viala, Dichter und Maler (1859–1913)
- Victor von Aveyron, Wolfskind (um 1788–1828)
- Pierre Soulages, Maler (1919, geboren in Rodez – 2022)